# Membranipora limosa
Membranipora limosa är en mossdjursart som beskrevs av Campbell Easter Waters 1909. Membranipora limosa ingår i släktet Membranipora och familjen Membraniporidae. Inga underarter finns listade i Catalogue of Life.